# RTL Direkt (Kroatien)
RTL Direkt ist eine Nachrichtensendung des Fernsehsenders RTL Televizija. Sie dauert etwa 25 Minuten und beginnt in der Regel um 22:15. Erstausstrahlung war der 21. April 2015. Hauptmoderator ist Zoran Šprajc. Leitende Redakteurin ist Mojmira Pastorčić. Die Sendung ist mit durchschnittlich etwa 400.000 Zuschauern die zweitbeliebteste Nachrichtensendung in Kroatien.